# Hipócrates de Quíos

La Luna de Hipócrates. Solución parcial de la tarea «cuadratura del círculo», sugerida por Hipócrates. La superficie de la figura sombreada es igual a la del triángulo ABC. No es una solución completa del reto (la solución completa se ha demostrado que es imposible con regla y compás).

Hipócrates de Quíos fue un matemático, geómetra y astrónomo griego, vivió aproximadamente entre el 470 y el 410 a. C.
Nació en la isla de Quíos, enfrente de las costas de la actual Turquía. No muy lejos se encuentra la isla de Cos, donde nació Hipócrates (siglo V a siglo IV a. C.), autor del juramento hipocrático. Hipócrates de Quíos fue originariamente un comerciante. Después de ciertos contratiempos —por ejemplo, que le robaron tanto piratas como oficiales de aduanas corruptos—, marchó a Atenas, posiblemente para litigar. Debió dedicarse a la enseñanza para sobrevivir, y terminó desarrollándose como un matemático destacado.
Según Aristóteles, aunque era destacado como geómetra, era estúpido y falto de sentido común en otros aspectos.
Hipócrates de Quíos es conocido por su cuadratura de la lúnula, esto es, la cuadratura mediante regla y compás, de una lúnula de características muy específicas.
La tendencia de abstracción y sistematización de la Geometría encontró un fuerte impulso en la obra de Hipócrates de Quios, el geómetra más importante del siglo V a. C. Para aglutinar todo el saber matemático de su época, escribió una obra de carácter enciclopédico titulada Elementos, en el que expone teoremas a partir de unos axiomas y postulados
Aunque esa obra no nos ha llegado directamente, se sabe de ella a través de los relatos de Eudemo (año 335  a. C.) (resumidos por Simplicio de Cilicia en el 530 d. C.) y más tarde Euclides incluyó esos teoremas en los libros 1.º y 2.º de su colección titulada Elementos de Euclides.
Partiendo de un sistema de axiomas o verdades a priori, que tenían carácter intuitivo utilizó por primera vez el conocido esquema premisa-teorema-demostración. Introdujo la designación de figuras geométricas por letras, el método de demostración por el absurdo. Fue el primero en calcular áreas de regiones delimitadas por segmentos curvilíneos no rectos, en relación con el problema de la cuadratura del círculo. Para ello se valió del teorema que afirma que «la razón entre el área de dos círculos es la misma que la razón entre el cuadrado de sus radios». En relación con la duplicación del cubo probó que esta era posible siempre que pudieran encontrarse medias proporcionales entre un número y su duplo.